# Nya Europabron

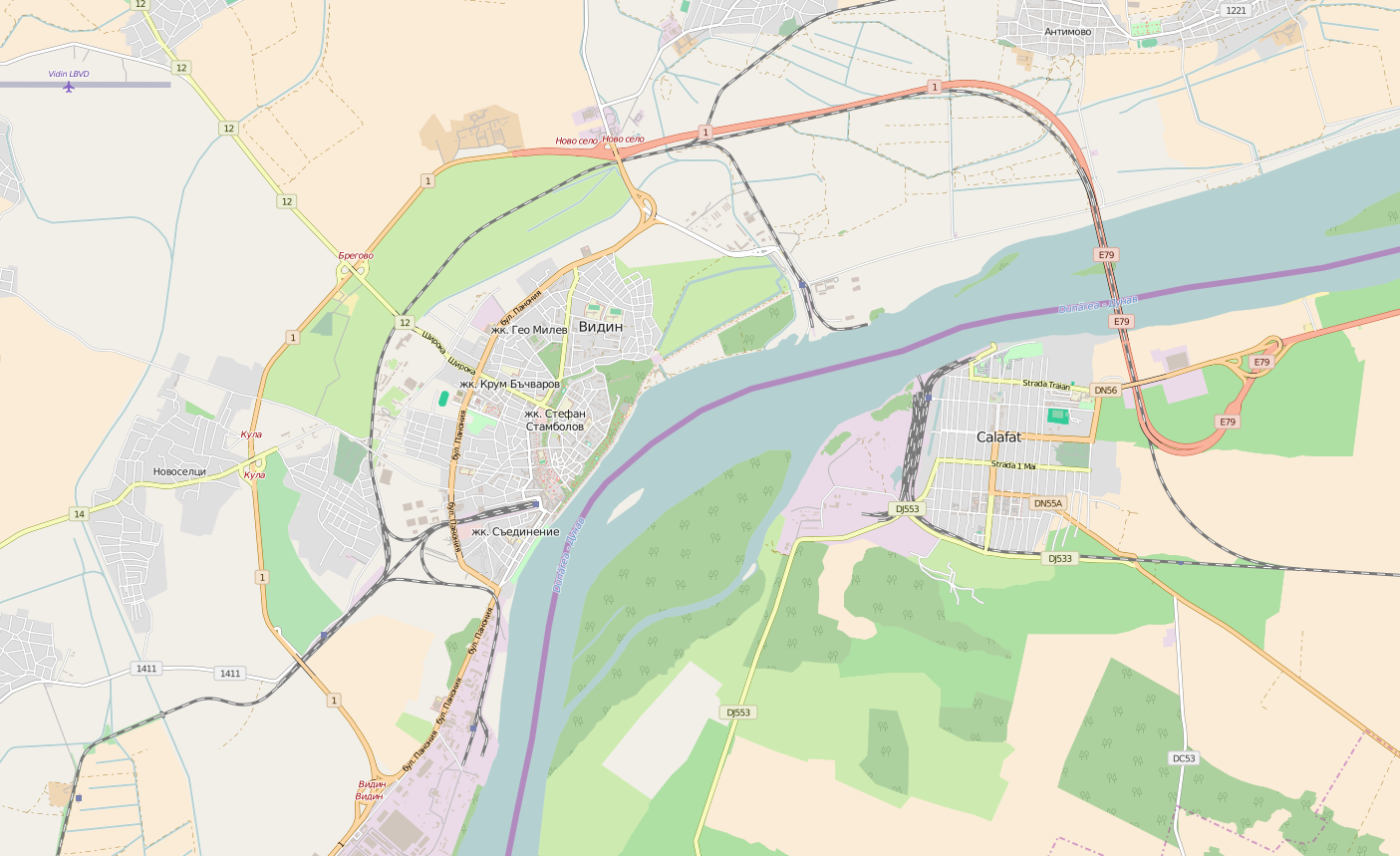
Nya Europabron med tillfartsvägar.

Nya Europabron, även kallad Calafat-Vidin-bron, är en snedkabelbro över floden Donau mellan Calafat i Rumänien och Vidin i Bulgarien. Den invigdes år 2013 som den andra bron mellan länderna efter Vänskapsbron från 1954.
Byggnationen började 13 maj 2007 i Vidin och i oktober 2012 sköt man de färdiga betongelementen över floden. Bron är uppdelad i tre sektioner; en 952 meter lång järnvägsviadukt i Bulgarien och två broar, en från vardera flodstranden, till en ö mitt i floden.
Bron från Bulgarien över den västra delen av Donau är 612 meter lång och har 8 spann, sju på 80 meter och ett på 52 meter, med järnväg och fordonstrafik på separata broar. Bron över farleden i den östra delen av Donau, från ön till Rumänien är en kombinerad motorvägs- och järnvägsbro. Den har fyra spann, varav tre på 180 meter och ett på 124 meter. I samband med invigningen fick bron namnet New Europe.
På grund av ökande trafikbelastning mellan länderna planeras ytterligare en bro tre kilometer norr om Vänskapsbron.